# Sonja van den Ende
Sonja van den Ende es una periodista ciudadana y activista política neerlandesa. Informó sobre las guerras en Siria y posteriormente sobre la invasión rusa de Ucrania. En sus reportajes critica a los principales medios de comunicación de Occidente, a los que acusa de difundir mentiras sobre Rusia y las guerras en Ucrania y Siria. A su vez, sus reportajes han sido calificados por dichos medios (ej. De Telegraaf o The New York Times) como prorrusos y afiliados a la propaganda y desinformación rusa.

## Carrera

### Política
En 2011, Van den Ende fue candidata a diputado por la provincia de Overijssel en nombre del Partido Socialista (SP). Fue muy activa en las manifestaciones encabezadas por el SP contra la guerra de Irak y la de Afganistán, así como en apoyo a Palestina y Hamás. Sin embargo, durante la guerra en Siria, su postura pro-Ásad y pro-Rusia le llevó a un desacuerdo con el SP y posteriormente abandonó el partido.
También ha estado asociada con el Nuevo Partido Comunista de los Países Bajos.

### Periodismo
Más tarde, Van den Ende se convirtió en periodista ciudadana y publicó informes a través de sitios web de redes sociales como Facebook y plataformas de medios alternativos como DeWereldMorgen o CovertAction Magazine. Algunos de los medios de comunicación alternativos con los que ha estado asociada han sido identificados como parte de campañas de desinformación rusas, como Oneworld Press. En sus reportajes también ha restado importancia a la cuestión del cambio climático.
En sus informes sobre la guerra en Siria, ha acusado a Occidente de asesinatos en masa y de patrocinar el yihadismo, y ha retratado a los rusos como una fuerza estabilizadora y de mantenimiento de la paz en la región. En 2012, afirmó que el presidente sirio Bashar al-Ásad «no es un dictador», y un año después negó que el gobierno sirio hubiera utilizado armas químicas. En el verano de 2015, visitó Siria como parte de una iniciativa organizada por el gobierno sirio y lo hizo nuevamente en 2018.
En marzo de 2022, Van den Ende fue invitada por una organización asociada con el activista político ruso Aleksandr Duguin a informar desde el Donbás ocupado por Rusia sobre la guerra en Ucrania. Fue la única periodista neerlandesa que informó desde el lado ruso del frente, como parte de una iniciativa apoyada por el Ministerio de Defensa ruso. En esa iniciativa también participaron varias decenas de periodistas occidentales de medios de comunicación más pequeños y activistas, incluido el YouTuber estadounidense Patrick Lancaster.
En su reportaje, criticó a los principales medios de comunicación occidentales, a los que acusó de noticias falsas y mentiras, y apoyó la narrativa rusa. En sus artículos y publicaciones en las redes sociales, cuestionó la responsabilidad rusa por la masacre de Bucha, así como por el ataque aéreo al hospital de Mariúpol. Se refirió a los avances rusos como «liberación», llamó al conflicto una «operación militar especial», enfatizó la fuerza del neonazismo en Ucrania y culpó a las fuerzas ucranianas de la destrucción de asentamientos ucranianos como Volnovaja. Se refirió al alcalde ucraniano de Melitópol, Iván Fédorov, como un «extremista de derechas». En la misma línea, después del sitio de Mariúpol, informó desde las ruinas de esa ciudad que la destrucción generalizada de la ciudad es el resultado de las acciones del ejército ucraniano (culpando a la Brigada Azov en particular), y no, como como se cree generalmente, por las fuerzas rusas. Después de la gira, ofreció un testimonio ante la Cámara Cívica de la Federación Rusa diciendo que Ucrania había cometido crímenes de guerra. En junio de ese año respaldó la teoría de la conspiración sobre armas biológicas en Ucrania. También afirmó que el vuelo 17 de Malaysia Airlines fue derribado por fuerzas ucranianas.
Más tarde ese año, Van den Ende estuvo entre los observadores extranjeros de los referendos sobre la anexión rusa de las provincias de Donetsk, Lugansk, Jersón y Zaporiyia de Ucrania, que elogió como justas. También fue observadora en las elecciones de 2023 en la Ucrania ocupada por Rusia. En agosto de ese año promovió en las redes sociales (Twitter) una noticia falsa sobre un caso de presunta corrupción de la familia del presidente de Ucrania.
Desde finales de la década de 2010 tiene un permiso de residencia en Rusia, donde también recibió un apartamento amueblado. Van den Ende dijo a los medios rusos que su nombre ha sido incluido en la lista de Mirotvórets ucranianos sobre enemigos de Ucrania, y que no regresará a los Países Bajos por temor a ser perseguida debido a su posición sobre el Donbás. También afirmó que «la Ucrania democrática y los EE. UU. (CIA) me han puesto en la lista de muerte» y que sus informes están «censurados en Europa».

## Evaluación

### Críticas por medios de comunicación y ONG occidentales
En 2022, el periódico neerlandés De Telegraaf describió su actividad como «seguir incansablemente la narrativa del Kremlin» y destacó su afición por las teorías de la conspiración. Otros periódicos neerlandeses (Het Parool, Algemeen Dagblad) citaron a Louk Faesen, un académico que estudia la desinformación rusa en el Centro de Estudios Estratégicos de La Haya, quien argumentó que el periodismo de Van den Ende es utilizado por el Estado ruso con fines publicitarios y que ella repite la propaganda y la desinformación rusas para desacreditar a los medios occidentales. En 2024, The New York Times señaló en un artículo titulado Elaborate Tales of Fake Journalists («Elaboradas historias de periodistas falsos») que sus artículos «han aparecido anteriormente en medios de propaganda vinculados al gobierno ruso».
Van den Ende es descrita como una «propagandista rusa extranjera» por la organización ucraniana OSINT Molfar. FactCheck Georgia la describió como una «propagandista del Kremlin». La Plataforma Europea para Elecciones Democráticas la describe como una «observadora electoral políticamente sesgada» y «una teórica de la conspiración prorrusa». El sitio web neerlandés de periodismo de investigación Pointer (asociada con la emisora KRO-NCRV) describió sus reportajes desde Rusia como una «gira de propaganda» para el estado ruso, y sus actividades como «de gran importancia para la difusión de la propaganda rusa».
Tras las críticas a sus informes a mediados de 2022, la plataforma de medios alternativos DeWereldMorgen, que había publicado anteriormente algunas de sus historias, eliminó todas sus publicaciones allí.

### Respaldo de los medios rusos
Sus reportajes han sido elogiados y citados en los medios estatales rusos, como un raro ejemplo de periodismo occidental que «no dice mentiras», y los medios rusos la han entrevistado en varias ocasiones. La propia Van den Ende ha descrito sus propios puntos de vista como «un poco prorrusos».